# Église Saint-Pierre de Guerbigny
Pour les articles homonymes, voir Église Saint-Pierre.
L'église Saint-Pierre de Guerbigny est située dans le centre du village de Guerbigny, dans le sud du département de la Somme, non loin de Montdidier.

## Historique
L'existence d'une église à Guerbigny nous est connue depuis 1108. L'église actuelle a été construite au XIIIe siècle et remaniée aux XVe et XVIe siècles. Une restauration du pignon de la façade fut entreprise en 1776. Au XIXe siècle on procéda à la restauration du portail et de la toiture des bas-côtés. L'édifice fut endommagé par les combats de la Première Guerre mondiale et fut restauré pendant l'entre-deux-guerres. L'église de Guerbignyest protégée au titre des monuments historiques : classement par arrêté du 20 août 1919.
L'église a été endommagée pendant la Campagne de France de mai-juin 1940 et a été restaurée après la Seconde Guerre mondiale.

## Caractéristiques

### Extérieur
La nef à bas-côtés du XIIIe siècle comporte cinq travées, le transept non-saillant et le chœur au chevet polygonal à trois pans datent du XVe siècle. Une chapelle dédiée à Marie-Madeleine fut construite en 1475.
La façade triangulaire sans décor sculpté est couronnée au sommet par une statue de saint Pierre assis dans la cathèdre. Le portail est de style roman. Les fenêtres du chœur sont ogivales. Sur le côté droit de l'église se trouve la tour-clocher la partie supérieure en encorbellement
contient quatre cloches.

### Intérieur

#### La nef
La nef, séparée des bas-côtés par de gros piliers ronds, est éclairée par des fenêtres étroites qui rappellent le style roman. Une sculpture en pierre représentant Christ aux liens est située près de l'entrée.
Les fonts baptismaux de l'église de Guerbigny, en pierre sculptée datent de 1567. La cuve de forme carrée est ornée de festons et de guirlandes. Elle repose sur un fut sculpté, les colonnettes des angles ont disparu. Des anges sculptés séparent les quatre sujets sculptés du support de la cuve : devant le baptême de Jésus, à droite, saint Pierre et saint Paul, à gauche l'Assomption de la Vierge avec les anges tenant une couronne au-dessus de sa tête, derrière, probablement saint Jean. Sur le bandeau qui entoure la cuve est gravée l'inscription : « O MR DEI MEMENTO MEI ».
À l'intérieur, sur la cuvette de plomb, est inscrit : «Jesus, via, veritas et vita.18. 1657». Au fond sont inscrites les lettres « FL.NC.SP. », dont le sens nous échappe. Ils sont classés monument historique au titre d'objet depuis le 21 février 1907.
L'église de Guerbigny possède un orgue de tribune, de la manufacture	Daublaine Callinet, il date du XIXe siècle.

#### Le transept
Les chapelles du transept sont également du XVIe siècle. La chapelle Sainte-Croix, à droite, conserve une sculpture de curieuse facture : contre le mur une croix en pierre a la forme d'un tronc non équarri. À droite et à gauche sont sculptés sur le mur les instruments de la passion, la colonne, la lance, les fouets. Au-dessus le soleil et la lune. Au bas de la croix en écot se tient le Christ couronné d'épines, les mains liées. À côté de lui, les vêtements, les dés dont on s'est servi pour les tirer au sort, les pièces d'argent, prix de la trahison. À droite, saint Pierre présente le donateur qui porte une banderole sur laquelle est inscrit en caractères gothiques : « qui pro nobis passus es ». À gauche sainte Catherine présente la donatrice, inscrivant sur la banderole ces mots : « Dne miserere nobis». Le groupe sculpté  qui accompagne le Christ aux liens a été offert par Pierre Noiret, habitant du village, fondateur de la chapelle Sainte Marie-Madeleine, en 1475.

#### Le chœur
Le chœur, du XVIe siècle, est orné de boiseries et de stalles sculptées du XVIIe siècle et d'un maître-autel en bois.